# Gala Kondewa-Mynkowa
Gala Georgiewa Kondewa-Mynkowa (bułg. Галя Георгиева Кондева-Мънкова; ur. 24 grudnia 1963 w Błagojewgradzie) – bułgarska lekarka, urzędniczka państwowa i menedżer służby zdrowia, w latach 2024–2025 minister zdrowia.

## Życiorys
W 1987 ukończyła studia medyczne na uczelni przekształconej później w Uniwersytet Medyczny w Sofii. Uzyskiwała specjalizacje z zakresu chorób wewnętrznych (1997) i hematologii klinicznej (2017). Kształciła się również w zakresie zarządzania w służbie zdrowia. Jako lekarka związana z różnymi placówkami medycznymi, pracowała m.in. w szpitalu uniwersyteckim UMBAŁSM „Nikołaj Iwanowicz Pirogow” w Sofii i miejskim szpitalu klinicznym „Tokuda” w bułgarskiej stolicy. Była też zatrudniona w NZOK, państwowym funduszu ubezpieczeń zdrowotnych. W latach 2003–2008 pełniła funkcję kierowniczki działu leków i ekspertyz medycznych, a od 2017 do 2018 pełniła funkcję dyrektorską. W 2022 powołana na dyrektora wykonawczego sofijskiego szpitala hematologicznego. W kwietniu 2024 objęła urząd ministra zdrowia w technicznym rządzie Dimityra Gławczewa. Pozostała na tym stanowisku również w utworzonym w sierpniu 2024 drugim gabinecie dotychczasowego premiera, kończąc urzędowanie w styczniu 2025.